# Triple couronne (cyclisme)
Pour les articles homonymes, voir Triple couronne.
La triple couronne  en cyclisme est l'accomplissement en une saison de trois victoires majeures pour un cycliste. Même si plusieurs définitions peuvent définir ce terme, cela signifie généralement gagner le Tour de France, le Tour d'Italie et le Championnat du monde sur route la même année. Cependant, une définition plus large où l'on échange l'un des deux Grands tours avec le Tour d'Espagne est également envisagée.[réf. nécessaire]
Jusqu'à présent, la triple couronne, que ce soit dans sa définition la plus étroite ou la plus large, n'a été atteinte que par trois cyclistes masculins, Eddy Merckx, Stephen Roche et Tadej Pogačar, ainsi que Annemiek Van Vleuten chez les femmes. Ces quatre courses sont considérées comme étant les plus relevées et les plus difficiles à remporter sur une saison, il est donc difficile d'en remporter deux la même année et encore plus dur de s'imposer dans trois d'entre elles. La triple couronne en cyclisme n'est pas un titre officiel et par conséquent aucun prix n'est attribué.

## La vraie triple couronne
La vraie triple couronne (Giro/Tour/Championnat du monde) a été accomplie par seulement trois coureurs : 
- le Belge Eddy Merckx en 1974,
- l'Irlandais Stephen Roche en 1987;
- le Slovène Tadej Pogačar en 2024.

Chez les femmes, cette performance a été réalisée en 2022 par Annemiek Van Vleuten, qui a remporté le Giro Rosa, le Tour de France Femmes et la course en ligne des mondiaux.

## Proche du triplé
Certains cyclistes ont été tout près de remporter la triple couronne en remplissant deux des trois conditions. Parmi ceux-là, on retrouve notamment l'Italien Fausto Coppi, le Français Bernard Hinault et l'Espagnol Miguel Indurain.

### Vainqueur de deux grands tours la même année
Fausto Coppi est le premier coureur de l'histoire de ce sport à remporter le Tour d'Italie et le Tour de France la même année, performance qu'il réalise à deux reprises, en 1949 et 1952. Lors de la course sur route des championnats du monde 1949, il arrive en troisième position derrière Rik Van Steenbergen et Ferdi Kübler. 
Eddy Merckx se distingue déjà en 1972 lorsque, après avoir gagné le Giro et le Tour, il se classe quatrième du championnat du monde. Deux ans plus tard, en 1974, il est le premier coureur à remporter la triple couronne Giro-Tour-Mondial.
Miguel Indurain, fort de deux doublés Giro-Tour consécutifs en 1992 et 1993, a également été tout proche de la triple couronne. En 1992, il échoue à la sixième place du mondial. L'année suivante, il termine deuxième de la course en ligne des championnats du monde, battu seulement par le jeune Américain Lance Armstrong.
| Cycliste           | Année | Grands Tours gagnés | Résultat championnat du monde |
| ------------------ | ----- | ------------------- | ----------------------------- |
| Fausto Coppi       | 1949  | Giro + Tour         | 3e place                      |
| Fausto Coppi       | 1952  | Giro + Tour         | –                             |
| Jacques Anquetil   | 1963  | Vuelta + Tour       | 14e place                     |
| Jacques Anquetil   | 1964  | Giro + Tour         | 7e place                      |
| Eddy Merckx        | 1970  | Giro + Tour         | 29e place                     |
| Eddy Merckx        | 1972  | Giro + Tour         | 4e place                      |
| Eddy Merckx        | 1973  | Vuelta + Giro       | 4e place                      |
| Bernard Hinault    | 1978  | Vuelta + Tour       | 5e place                      |
| Giovanni Battaglin | 1981  | Vuelta + Giro       | 20e place                     |
| Bernard Hinault    | 1982  | Giro + Tour         | abandon                       |
| Bernard Hinault    | 1985  | Giro + Tour         | abandon                       |
| Miguel Indurain    | 1992  | Giro + Tour         | 6e place                      |
| Miguel Indurain    | 1993  | Giro + Tour         | 2e place                      |
| Marco Pantani      | 1998  | Giro + Tour         | –                             |
| Alberto Contador   | 2008  | Giro + Vuelta       | abandon                       |
| Chris Froome       | 2017  | Tour + Vuelta       | –                             |
| Tadej Pogačar      | 2024  | Tour + Giro         | 1re place                     |

### Vainqueur d'un grand tour et du championnat du monde la même année
En 1980, Bernard Hinault se fixe comme objectif le triplé Giro-Tour-Mondial. Les championnats du monde se déroulant en France sur un circuit particulièrement sélectif, il en fait une priorité. Il remporte d'abord le Tour d'Italie 1980 mais en juillet, sur le Tour de France 1980, des douleurs au genou se réveillent et, malgré ses trois victoires d'étape et le port du maillot jaune, il décide d'abandonner le Tour le soir de la 12e étape afin de se soigner et de ne pas hypothéquer ses chances pour le mondial. À la fin du mois d'août, il remporte le titre de champion du monde à Sallanches en terminant en solitaire après avoir distancé tous ses adversaires.
| Cycliste         | Année | Grand tour gagné | Résultats sur les autres grands tours | Résultats sur les autres grands tours |
| ---------------- | ----- | ---------------- | ------------------------------------- | ------------------------------------- |
| Alfredo Binda    | 1927  | Giro             | Tour: –                               | Vuelta: NA                            |
| Georges Speicher | 1933  | Tour             | Giro: –                               | Vuelta: NA                            |
| Fausto Coppi     | 1953  | Giro             | Tour: –                               | Vuelta: NA                            |
| Louison Bobet    | 1954  | Tour             | Giro: –                               | Vuelta: NA                            |
| Ercole Baldini   | 1958  | Giro             | Tour: –                               | Vuelta: –                             |
| Eddy Merckx      | 1971  | Tour             | Giro: –                               | Vuelta: –                             |
| Bernard Hinault  | 1980  | Giro             | Tour: Abandon                         | Vuelta: –                             |
| Greg LeMond      | 1989  | Tour             | Giro: 39e place                       | Vuelta: –                             |
| Remco Evenepoel  | 2022  | Vuelta           | Giro: –                               | Tour: –                               |

## Autres définitions ou variantes

### Vainqueur des trois grands tours dans une carrière
La triple couronne est parfois définie comme gagner les trois grands tours (Tour de France, Tour d'Italie et Tour d'Espagne), au moins à une reprise chacun, au cours d'une carrière. Selon cette définition, la triple couronne a été réalisée par sept cyclistes :
| Cycliste         | Tour de France               | Tour d'Italie                | Tour d'Espagne   |
| ---------------- | ---------------------------- | ---------------------------- | ---------------- |
| Jacques Anquetil | 1957, 1961, 1962, 1963, 1964 | 1960, 1964                   | 1963             |
| Felice Gimondi   | 1965                         | 1967, 1969, 1976             | 1968             |
| Eddy Merckx      | 1969, 1970, 1971, 1972, 1974 | 1968, 1970, 1972, 1973, 1974 | 1973             |
| Bernard Hinault  | 1978, 1979, 1981, 1982, 1985 | 1980, 1982, 1985             | 1978, 1983       |
| Alberto Contador | 2007, 2009                   | 2008, 2015                   | 2008, 2012, 2014 |
| Vincenzo Nibali  | 2014                         | 2013, 2016                   | 2010             |
| Chris Froome     | 2013, 2015, 2016, 2017       | 2018                         | 2011, 2017       |

### Vainqueur des trois grand tours la même année
La définition de la triple couronne peut aussi vouloir dire gagner les trois grands tours la même année. Cela n'a jamais été réalisé. En comptant 2012, 39 cyclistes ont terminé les trois grands tours la même année. Seuls Raphaël Géminiani et Gastone Nencini ont terminé dans les dix premiers de chaque grand tour.
3 coureurs se sont approchés du « sacre » : 
- Eddy Merckx remporte quatre grands tours consécutifs à cheval sur les saisons 1972 et 1973 : Giro 1972, Tour 1972, Vuelta 1973 et Giro 1973.
- Bernard Hinault remporte trois grands tours consécutifs à cheval sur les saisons 1982 et 1983 : Giro 1982, Tour 1982 et Vuelta 1983.
- Christopher Froome remporte trois grands tours consécutifs à cheval sur les saisons 2017 et 2018 : Tour 2017, Vuelta 2017 et Giro 2018.

Cependant, ces coureurs n'ont pas réalisé la Triple couronne dans une même saison. À l'époque de Merckx et Hinault, cette performance était encore plus difficile à envisager pour des raisons de calendrier : la Vuelta se terminait alors début mai, moins d'une semaine avant le départ du Giro. Cependant, Merckx a bien réalisé un doublé victorieux Vuelta-Giro en 1973 mais il n'a pas disputé le Tour ensuite.
Depuis 1995, la Vuelta se déroule en septembre et non plus au printemps, rendant plus concevable une Triple couronne dans une même saison.
En 2010, Bjarne Riis alors manager d'Alberto Contador déclare que son coureur peut gagner les trois grands tours la même année, mais son rival Andy Schleck considère que c'est impossible.
Quelques années plus tard, fin 2014, le milliardaire russe Oleg Tinkov, patron de l'équipe cycliste Tinkoff-Saxo incitera également, sans succès, le coureur espagnol et ses rivaux à s'aligner sur les 3 grands Tours.
En 2017, le journaliste Patrick Chassé déclare lors d'une interview pour le site Vélo-Club.net qu'il est quasiment impossible de réaliser le doublé Tour d'Italie-Tour de France de nos jours, à moins que « l'adversité sur le Giro [ne soit] pas trop forte » et que le vainqueur soit un coureur « hors du commun » qui deviendrait alors « l'un des plus grands champions de tous les temps ». Il ajoute souhaiter « bon courage » à celui qui réalisera ce doublé car il « déclenchera une vague de soupçons colossale ». En 2024, Tadej Pogačar réalise cette performance en remportant également une douzaine d’étapes sur les deux grands tours.

### Vainqueur de titres de champions du monde dans trois disciplines
Après que la Néerlandaise Marianne Vos eut remporté les titres de championne du monde sur route (2006), en cyclo-cross (2006) et de la course aux points (2008), certains médias ont évoqué le fait qu'elle avait gagné la triple couronne. Par la suite, la Française Pauline Ferrand-Prévot est devenu la première cycliste à détenir trois titres de championne du monde en même temps dans trois disciplines, à la suite de son titre en VTT en septembre 2015, après ses victoires sur la route en septembre 2014 et en cyclo-cross en janvier 2015. Des médias ont recours au terme de « triple couronne mondiale » pour qualifier cette performance.
Chez les hommes, Mathieu van der Poel a été sacré champion du monde élite dans trois disciplines différentes : le cyclocross (à six reprises, en 2015, 2019, 2020, 2021, 2023 et 2024), le cyclisme sur route (en 2023) et le gravel (en 2024).